# Siandong
Siandong is een bestuurslaag in het regentschap Brebes van de provincie Midden-Java, Indonesië. Siandong telt 10.014 inwoners (volkstelling 2010).